# Natalija Sarudna
Natalija Mykolajiwna Sarudna (ukrainisch Наталія Миколаївна Зарудна; * 15. Februar 1950 in Czernowitz) ist eine ukrainische Diplomatin.

## Leben
Sie studierte Philologie an der Universität Kiew und unterrichtete anschließend als Lehrerin Englisch und Spanisch. Von September 1973 bis Januar 1984 war sie in Kiew für das sowjetische Reiseunternehmen Intourist als Reiseführerin und Dolmetscherin tätig. Es schloss sich bis Februar 1992 eine Tätigkeit für die Regierung der UdSSR als Übersetzerin und Reiseleiterin für englischsprachige Gruppen an.
Nach der Wiedererlangung der ukrainischen Unabhängigkeit arbeitete sie ab Februar 1992 als zweite und dann erste Sekretärin im ukrainischen Außenministerium. Es folgten die Funktionen als stellvertretende Referatsleiterin, dann Referatsleiterin und schließlich stellvertretende Leiterin der Informationsabteilung des Außenministeriums. Von April 1996 bis November 1999 war sie Botschaftsrätin und dann als Gesandte in der ukrainischen Botschaft in den USA in Washington, D.C. In dieser Zeit war sie auch Stellvertreterin des Ständigen Beobachters der Ukraine bei der Organisation Amerikanischer Staaten. Sie kehrte dann nach Kiew zurück und war kurz für zwei Monate bis Januar 2000 Direktorin der vierten Abteilung des ukrainischen Außenministeriums. Bis Juni 2001 arbeitete Zarudna als Pressesprecherin des ukrainischen Ministerpräsidenten Wiktor Juschtschenko. Von Dezember 2001 bis September 2002 leitete sie die Abteilung für kulturelle und humanitäre Zusammenarbeit des Ministeriums. Sie wurde dann Stellvertretende Staatssekretärin im Außenministerium und ab September 2003 Botschafterin et large des Außenministeriums. Von Dezember 2001 bis Juni 2004 war sie außerdem stellvertretende Vorsitzende der Nationalen UNESCO-Kommission der Ukraine und Stellvertreterin des Beauftragten der Ukraine im UNESCO-Exekutivrat.
Im Dezember 2004 ging sie als ukrainische Botschafterin nach Dänemark. Am 4. September 2008 wechselte sie als Botschafterin an die Ukrainische Botschaft in Berlin nach Deutschland. 2012 übernahm sie die Leitung des Zentrums der OSZE in Astana in Kasachstan, das sie bis Januar 2016 leitete.
Neben Russisch, Englisch und Spanisch spricht sie auch Französisch. Sie ist verheiratet und Mutter zweier Söhne.